# Intercommunale Leiedal
Intercommunale Leiedal is het intergemeentelijke samenwerkingsverband dat de socio-economische en ruimtelijke ontwikkeling van dertien gemeenten in en rond Kortrijk begeleidt. Het is de streekontwikkelaar die Zuid-West-Vlaanderen duurzaam en dynamisch helpt uit te bouwen tot een sterke regio om te wonen, te werken, te ondernemen en te beleven.  

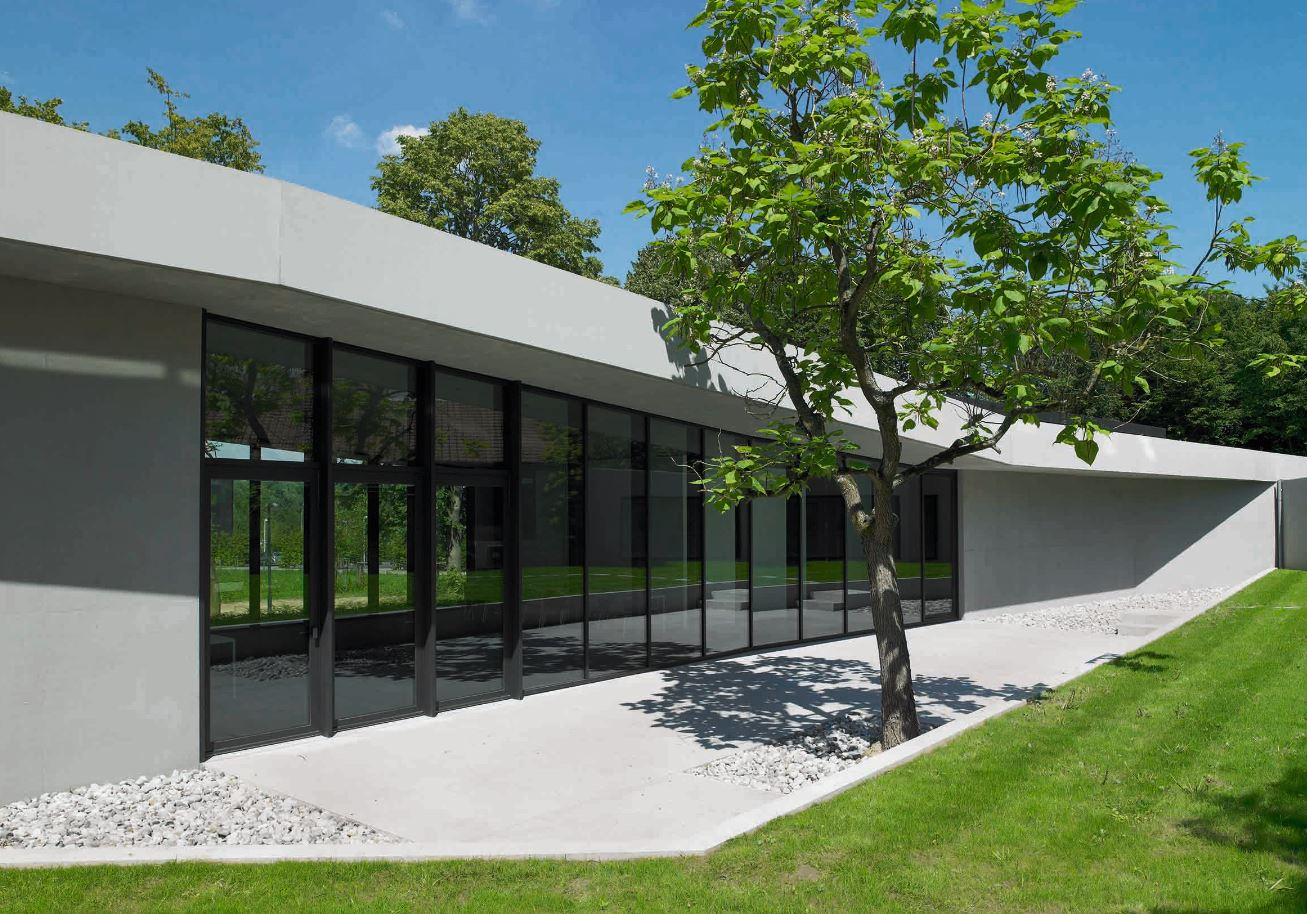
Kantoren van Intercommunale Leiedal, President Kennedypark 10 in Kortrijk

## Werkingsgebied
Leiedal is actief in Zuid-West-Vlaanderen. Tot die regio behoren Avelgem, Anzegem, Deerlijk, Harelbeke, Kortrijk, Kuurne, Lendelede, Menen, Spiere-Helkijn, Waregem, Wervik, Wevelgem en Zwevegem. Als partner van de Eurometropool Lille-Kortrijk-Tournai is de intercommunale ook werkzaam over de grenzen van de regio heen. De internationalisering zet zich voort in (stichtende) partnerschappen met MyMachine en Designregio Kortrijk en in tal van Europese projecten.

## Geschiedenis en evolutie
Leiedal ontstond in 1960 op initiatief van de gemeenten van het arrondissement Kortrijk als intercommunale voor ruimtelijke ordening, economische expansie en reconversie. Ondertussen is Leiedal uitgegroeid tot een zeer veelzijdige dienstverlener, actief op veel domeinen. Door haar middelen en expertise te delen via intergemeentelijke samenwerking en (boven)regionale projecten creëert Leiedal maatschappelijke, ruimtelijke, financiële en ecologische meerwaarde op het terrein. Naarmate het takenpakket van de gemeenten steeds uitgebreider en complexer werd, bundelde Leiedal de krachten met andere organisaties en huispartners. Leiedal liep steeds voorop in de digitale revolutie en heeft in de loop der jaren een sterke werking uitgebouwd rond GIS, ICT, webontwikkeling, e-government en elektronische dienstverlening. Leiedal denkt mee met haar partners en meer dan ooit is het vergadergebouw een trefpunt voor streekinitiatieven en regionale spelers. 

## Werkdomeinen
Leiedal behartigt de belangen van haar dertien steden en gemeenten. Ze ontwikkelt niet alleen bedrijventerreinen en woonzones, maar is ook actief op gebieden als landschapsontwikkeling en publieke ruimte, woonkwaliteit en duurzame mobiliteit. Als intergemeentelijke onroerenderfgoeddienst IOED werkt Leiedal ook aan het beheer en behoud van onroerend erfgoed. De intercommunale maakt zich op voor de toekomst en biedt nieuwe uitdagingen zoals de klimaatproblematiek het hoofd, onder meer als (hoofd)partner in diverse Europese klimaatprojecten. Onder andere door de werking van de RenovatieCoach streeft Leiedal verder naar een klimaatneutrale regio. Via het strategische project Contrei werkt Leiedal ten slotte aan een ruimtelijke toekomstvisie voor Zuid-West-Vlaanderen.

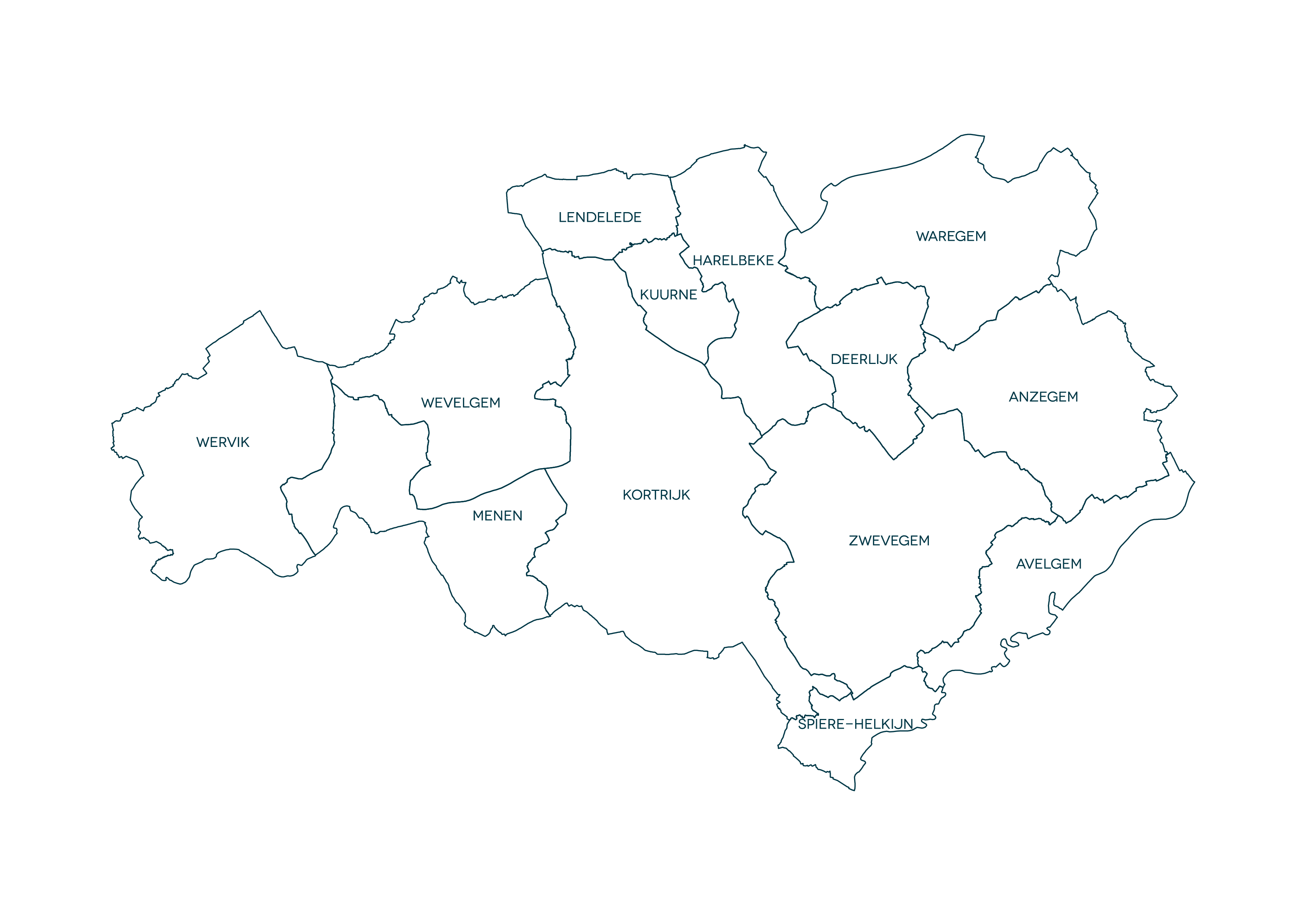
Overzicht gemeenten in werkgebied Leiedal

## Website en contact
- www.leiedal.be